# Малая выпь
Малая выпь, или волчок (лат. Botaurus minutus) — птица семейства цаплевых, самая мелкая цапля.

## Общая характеристика
Рост малой выпи достигает всего 33-38 см. Вес 100—150 г, размах крыльев 50-58 см. Имеет стройное и легкое телосложение, лапы и клюв очень длинные. Малая выпь — единственный представитель отряда аистообразных, у которого самец и самка отличаются окраской. Самец малой выпи имеет чёрные с зелёным отливом шапочку на голове, крылья и спину, голова и шея кремово-белые, брюхо охристое с беловатыми окончаниями перьев. Клюв жёлто-зеленоватый. Самка со спины бурая с пестринами, живот, голова и шея охристые. Клюв у самки жёлтый с бурым концом.

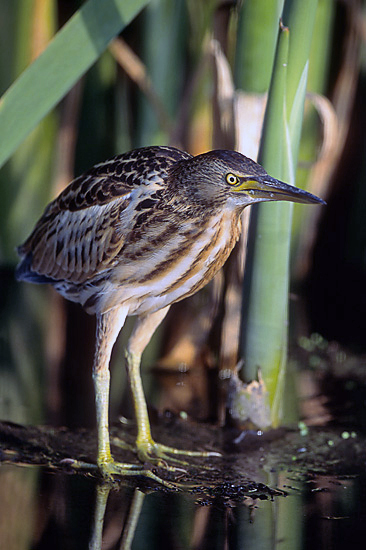
Молодая птица

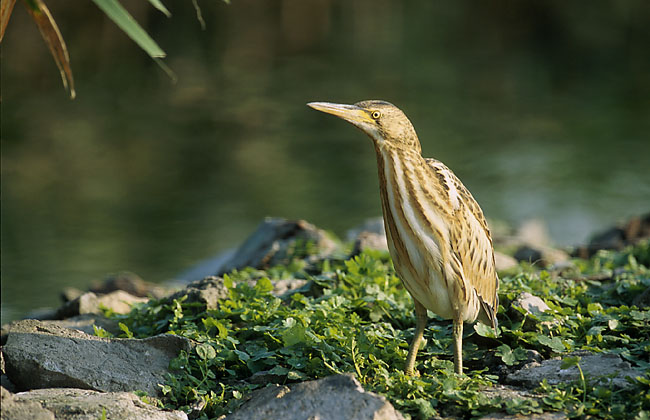

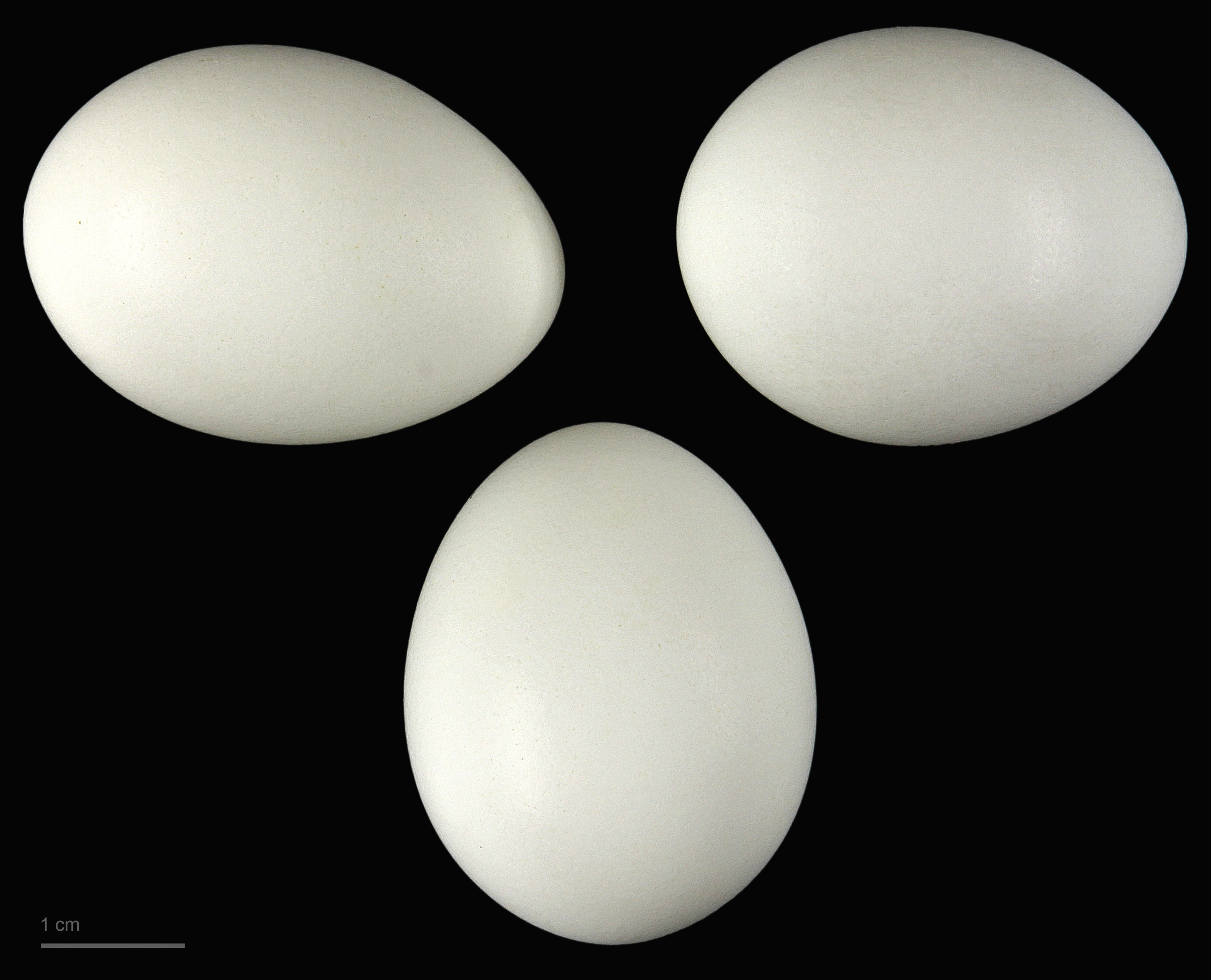
яйцо Ixobrychus minutus — Тулузский музеум

## Распространение
Малая выпь гнездится в Европе, Средней Азии, Западной Индии, Африке и Австралии. Европейские выпи — перелётные птицы, на зиму отлетающие в Африку. В России малую выпь можно встретить от европейской части (на севере до Санкт-Петербурга) до Западной Сибири.

## Образ жизни
Малая выпь гнездится на берегах крупных и мелких водоёмов со стоячей водой, заросших растительностью. Эта птица ведёт очень скрытный образ жизни, ловко лазая по тростнику, хватая стебли цепкими длинными пальцами. Летает не очень охотно, только на небольшие расстояния, очень низко над зарослями или поверхностью воды. Активна в основном ночью. В Европе она прилетает с зимовок в апреле — начале мая, отлетает на зимовку в августе-сентябре. Как и большая выпь, малая прилетает на гнездовья и улетает на зимовку одиночно, не образуя стай. Чаще всего летит по ночам.

### Питание
Малая выпь питается мелкой рыбой, лягушками, головастиками, водными беспозвоночными. Иногда хватают птенцов мелких воробьинообразных птиц.

### Голос
Весенняя песня самца — глухие, однообразные звуки «крро, крро…» или «врро, врро…», следующие один за другим с интервалом в 2-3 секунды. Поют в основном в сумерках. Другие звуки малой выпи — скрежещущее стрекотание; мелодичное, но напоминающее карканье «кэв» и другое.

### Размножение
Волчки гнездятся одиночно или реже разрозненными колониями. Каждая пара занимает довольно большой гнездовой участок. Гнездо устраивает в гуще тростника либо в ветвях дерева. Гнездо конической формы после вывода птенцов растаптывается и становится плоским. Малая выпь откладывает яйца в период с начала июня до конца июля в зависимости от местности и климата. В кладке 5—9 белых яиц. Насиживают и воспитывают птенцов оба родителя. Уже в возрасте нескольких дней птенцы малой выпи ловко лазают по стеблям тростника, хватая их длинными тонкими пальцами. В возрасте 7—12 дней птенцы уже могут на непродолжительное время покидать гнездо. В возрасте 1 месяца птенцы малой выпи уже встают на крыло.

## Подвиды
Международный союз орнитологов выделяет три подвида:
- B. m. minutus (Linnaeus, 1766) — Северная малая выпь[4], распространена от Центральной и Южной Европы до Центральной Азии и северо-запада Индии;
- B. m. payesii (Hartlaub, 1858) — Африка на юг от Сахары;
- B. m. podiceps (Bonaparte, 1855) — Мадагаскар.